# Gaisgill
Gaisgill är en by (hamlet) i Tebay, Cumbria, England. Den har 2 kulturmärkta byggnader, inklusive Gaisgill Farm, House and Adjoining Outbuilding och New House with Forecourt Wall and Railings.